# Баттикалоа (округ)
Баттикалоа (синг. මඩකලපුව දිස්ත්‍රික්කය, там. மட்டக்களப்பு மாவட்டம) — один из 25 округов Шри-Ланки. Входит в состав Восточной провинции страны. Административный центр — город Баттикалоа.
Площадь округа составляет 2854 км². В административном отношении подразделяется на 14 подразделений. В апреле 1961 года из южной части округа Баттикалоа был создан новый округ — Ампара.
По данным переписи 2012 года население округа составляет 525 142 человека. 72,61 % населения составляют ланкийские тамилы; 25,49 % — ларакалла; 1,17 % — сингальцы; 0,53 % — бюргеры и 0,21 % — другие этнические группы. 64,55 % населения исповедуют индуизм; 25,51 % — ислам; 8,82 % — христианство и 1,10 % — буддизм.